# Elastyczność ognia
Elastyczność ognia – zdolność do szybkiego i skutecznego przenoszenia ognia w granicach pasa działania danego środka ogniowego niezależnie od ukształtowania i pokrycia terenu. Jest określana wielkością ostrzeliwanej powierzchni i możliwością zmiany szybkostrzelności.